# Jutta Weber
Pour les articles homonymes, voir Weber.
Judith « Jutta » Weber, née le 28 juin 1954 à Hamm (République démocratique allemande), est une nageuse est-allemande spécialiste de la nage libre. Elle est double médaillée de bronze en relais lors des Jeux de 1972 ainsi qu'au Mondiaux en 1973.

## Carrière
Lors des championnats du monde de 1973, elle remporte deux médailles de bronze en relais, puis lors des championnats d'Europe 1974, l'argent sur le 4 × 100 m 4 nages.
Représentant l'Allemagne de l'Est aux Jeux olympiques de 1972, Jutta Weber participe à quatre courses dont deux relais et deux individuelles. En individuel, elle termine 9e du 100 m nage libre et 12e du 200 m nage libre tandis qu'en relais, elle termine deux fois sur la troisième marche du podium. Quatre ans plus tard, aux Jeux de 1976, elle n'obtient aucune médaille mais atteint la finale sur le 100 m nage libre et sur le 4 × 100 m nage libre.

## Palmarès
| Date | Compétition           | Lieu      | Place | Course               |
| ---- | --------------------- | --------- | ----- | -------------------- |
| 1970 | Championnats d'Europe | Barcelone | 6e    | 4 × 100 m nage libre |
| 1972 | Jeux olympiques       | Munich    | 9e    | 100 m nage libre     |
| 1972 | Jeux olympiques       | Munich    | 12e   | 200 m nage libre     |
| 1972 | Jeux olympiques       | Munich    | 3e    | 4 × 100 m 4 nages    |
| 1972 | Jeux olympiques       | Munich    | 3e    | 4 × 100 m nage libre |
| 1973 | Championnats du monde | Belgrade  | 6e    | 100 m nage libre     |
| 1973 | Championnats du monde | Belgrade  | 8e    | 200 m nage libre     |
| 1973 | Championnats du monde | Belgrade  | 3e    | 4 × 100 m nage libre |
| 1973 | Championnats du monde | Belgrade  | 3e    | 4 × 100 m 4 nages    |
| 1973 | Universiade           | Moscou    | 2e    | 100 m nage libre     |
| 1974 | Championnats d'Europe | Vienne    | 8e    | 100 m nage libre     |
| 1974 | Championnats d'Europe | Vienne    | 2e    | 4 × 100 m 4 nages    |
| 1976 | Jeux olympiques       | Montréal  | 8e    | 100 m nage libre     |
| 1976 | Jeux olympiques       | Montréal  | 21e   | 200 m nage libre     |
| 1976 | Jeux olympiques       | Montréal  | 8e    | 4 × 100 m nage libre |
| 1976 | Jeux olympiques       | Montréal  | DNS   | 4 × 100 m 4 nages    |
| 1977 | Universiade           | Sofia     | 1re   | 100 m nage libre     |

## Vie personnelle
Avec Folkert Meeuw (en), elle est la mère du nageur olympique Helge Meeuw.